# Bag baunti program
Bag baunti program (Bug bounty program) - BBP ili Program za nagrađivanje pronalazača bezbednosnih propusta u aplikacijama, je posao koji nude mnogi veb sajtovi, organizacije i oni koji razvijaju softver, a omogućuje priznanja i nagrade   za izveštavanje o otkrivenim greškama, posebno onim koje se odnose na sigurnosne propuste i ranjivosti softvera.
Ovi programi omogućavaju programerima da otkriju, otklone greške pre nego što za njih sazna šira javnost i na taj način spreče zloupotrebu. BBP je primenio veliki broj organizacija, između ostalih: Mozila , Fejsbuk , Jahu , Gugl , Redit , Skver , Majkrosoft . 
Kompanije izvan tehnološke industrije, uključujući tradicionalno konzervativne organizacije poput Ministarstva odbrane Sjedinjenih Američkih Država, takođe su počele da koriste BBP . Primena takvih programa u Pentagonu deo je promene zbog koje je nekoliko američkih vladinih agencija preokrenulo pristup, od pretnji etičkim hakerima (white hat hakers) pravnim putem, do poziva da učestvuju kao deo sveobuhvatne politike otkrivanja ranjivosti . 

## Istorija
Hanter i Redi pokrenuli su prvi poznati BBP 1983. godine za svoj operativni sistem (Versatile Real-Time Executive operating system). Svako ko je pronašao i prijavio grešku, zauzvrat je  dobio Folksvagenovu bubu (zvanu bag) . 
Nešto više od decenije kasnije, 1995. godine, Džeret Radlinghafer, inženjer tehničke podrške u kompaniji Netskejp, skovao je frazu „Bags baunti" (Bugs Bounty). On je prepoznao da Netskejp ima mnogo entuzijasta, od kojih neki mogu čak da se smatraju fanatičnim u pogledu Netskejp-ovih pregledača. Radilo se o softverskim inženjerima, koji su sami otklanjali greške u proizvodu i objavljivali ispravke ili zaobilazna rešenja, bilo na mrežnim forumima koje je pokrenula Netskejpova tehnička podrška ili na nezvaničnoj veb lokaciji za najčešća pitanja Netskejpu, na kojoj su objavljivane sve poznate greške i funkcije pregledača, kao i uputstva u vezi sa zaobilaznim rešenjima i ispravkama.
Radlinghafer je smatrao da bi kompanija trebalo da iskoristi ove resurse i predložio je „Netskejp bags baunti program" (Netscape Bugs Bounty Program), koji je predstavio na sastanku izvršnog tima kompanije. Svi prisutni na tom sastanku su prihvatili ideju, osim potpredsednika inženjeringa, koji nije želeo da da podršku, verujući da je to gubljenje vremena i resursa. Međutim, on je nadglasan, a Radlinghafer je dobio početni budžet od 50 hiljada dolara da započne realizaciju.
10. oktobra 1995. godine Netskejp je pokrenuo prvu tehnologiju BBP za pretraživač Netskejp navigator 2.0 Beta. 

## Ko prijavljuje najviše  bezbednosnih propusta
Iako prijave za otktivene bezbednosne propuste dolaze iz mnogih zemalja, Sjedinjene Američke Države i Indija su glavne zemlje iz kojih se prijavljuju greške . Indija, koja ima ili prvi ili drugi najveći broj lovaca na greške na svetu, u zavisnosti od toga koji izveštaj se citira , na vrhu je Fejsbuk bag baunti programa (sa najvećim brojem priznatih  grešaka) . „Indija je izašla na prvo mesto po broju validnih prijava u 2017. godini, a Sjedinjene Američke Države i Trinidad i Tobago su na drugom, odnosno trećem mestu.“, citirao je Fejsbuk u postu . 